# 하느님의 메모장
《하느님의 메모장》(神様のメモ帳 카미사마노 메모쵸[*])은 일본의 작가 스기이 히카루가 쓰고 키시다 메루가 삽화를 담당한 라이트 노벨이다. 전격 문고(아스키 미디어 웍스)에서 발행되고 있으며 대한민국에서는 L 노벨(디앤씨미디어)로 발매되고 있다. 약칭은 '카미메모(神メモ 가미메모[*])'.

## 개요
도심의 번화가(시부야로 밝혀짐)와 그 주변의 고등학교 등을 무대로, 고등학생인 주인공 후지시마 나루미와 고용주인 탐정 앨리스, 탐정을 서포트하는 니트들이 활약하는 미스터리 소설 시리즈이다. 라이트 노벨로는 드물게, 마약·야쿠자 등 현실적·도시적인 위협을 그리고 있다.
나루미가 다니는 고등학교, 앨리스의 탐정 사무소 등이 있는 도시는 도쿄 도심부라는 것만 알려져 있지만, 고등학교 옥상에서 멀리 도청이 보이는 것, 파르코 근처에 클럽 콰트로가 있다는 내용, 도큐 플라자, 센터 거리, 역 근처에 있는 홈리스 공원(미야시타 공원) 등의 존재로 추측된 대로, 후에 저자가 작품의 무대가 시부야임을 밝혔다.
공식적인 줄거리로는 '니트 틴 스토리'로 소개되고 있다. 작중에 등장하는 많은 인물들은, 취학하지 않고 취업하지 않고 직업 훈련도 받지 않는, 즉 니트라는 것이 큰 특징이다. 또한, 'NEET TEEN(니트 틴)'은 원래 이 작품의 가제였으며, 영어 회문으로 만들어졌고, 현재 작가의 공식 사이트 이름으로 사용되고 있다.

## 등장 인물
※성우는 드라마CD / 애니메이션 순, 이름에 / 기호가 있는 경우는 통칭 / 본명 순.

### 니트 탐정사무소 관계자
앨리스(アリス) / 시온지 유코(紫苑寺 有子)
성우: 코토부키 미나코 / 오구라 유이
신장 130cm 이하의 작은 체구에 흰 피부, 긴 흑발을 가진, 여성이라면 대개 껴안고 싶어지는 귀여운 외모의 소녀. 평소에는 곰 무늬 파자마와 흰색 사이하이 삭스를 착용하고 있다. 나이도 불명이지만, 12~13세 정도로 보인다. 1인칭은 '보쿠(ぼく)', 이지적인 말투에 다변가(多弁家). 통칭인 앨리스(アリス 아리스[*])는 본명(有子)의 훈독과 SF 작가 제임스 팁트리 2세의 본명 앨리스 브래들리 셸던에서 따왔다.
SF를 좋아하며, 사무소의 간판 문구는 제임스 팁트리 2세의 소설, 《단 하나의 시원찮은 방법(たったひとつの冴えたやりかた)》의 원문 'The Only Neat Thing to Do'에서 한 글자를 뒤집은 'The Only NEET Thing to Do'이다. 대량으로 가지고 있는 인형의 이름도 SF에서 유래한 것이 많다. 곰인형 '모가디트', '릿리루'는 팁트리의 《사랑은 숙명, 숙명은 죽음(Love Is the Plan the Plan Is Death, 일본어: 愛はさだめ、さだめは死)》에서, 고양이 인형 '페트로니우스'는 로버트 A. 하인라인의 《여름으로 가는 문(The Door into Summer, 夏への扉)》에서 따왔다.
깊은 통찰력과 높은 크래킹 능력을 가지고, 컴퓨터와 주변 장치로 가득해 상시 냉방을 갖춘 NEET 탐정사무소에서 한발짝도 나가지 않는 히키코모리. 니트 탐정을 자칭한다. 실제로 의뢰를 받고 조사하여 보수를 받는 직업 탐정이지만, NEET의 'Employment'를 '고용'이라고 해석해 고용되지 않고 일을 하기 때문에 자신은 니트의 정의에서 벗어나지 않는다고 주장한다.
극단적인 편식가로 닥터페퍼를 애음하며, 정상적인 식사는 극히 소량만 섭취한다. 경력은 분명하지 않지만 학교 교육을 받지 못했으며 친가에서 도망중인 상태이다. 질병이나 체질 등은 불명이며, 하루에 한 시간 정도밖에 자지 않는다. 또한, 광소공포증(広所恐怖症)이 있어 야외에서 몸이 나빠진다.
생활 능력이 부족해 목욕을 혼자 할 수 없으며 세탁도 하지 못한다.
컴퓨터 네트워크를 이용해 스스로 정보 수집을 하며, 안락의자 탐정에 가깝다. 거의 모든 사건에서 마지막으로 진상을 밝히는 역할을 맡는다. 그 추리와 사건 해결의 흐름은, 죽은 자·사라진 자의 잃어버린 말을 대변하고, 사건을 대하는 관점을 뒤집는 것으로, 쿄고쿠 나츠히코의 《백귀야행 시리즈》와 오슨 스콧 카드의 《사자의 대변자(死者の代弁者)》를 기초로 하고 있다. '사자의 대변자'라는 단어는, 탐정의 입장인 앨리스 자신의 입에서도 종종 나온다.
후지시마 나루미(藤島 鳴海)
성우: 아베 아츠시 / 마츠오카 요시츠구
본작의 주인공. 16세의 남자 고교생. 생일은 10월 31일. 외모는 평범하여 특징이 없다고 평해진다. 어머니는 이미 죽었고, 아버지는 집에 자주 들어오지 않아 누나와 둘이서 생활하고 있다. 어려서부터 전학을 반복해 온 탓에 내성적인 성격을 하고, 혼잣말이 많아 생각이 종종 입에서 샌다. 아야카와 다른 사람들과의 만남을 계기로 타인에 대해 서서히 마음을 열게 된다.
엔젤 픽스 사건으로 앨리스에게 고용되어 이후 탐정 조수가 된다. 보통은 앨리스의 식사를 챙겨주거나 사무실 청소, 심부름이 업무이다. 신체 능력도 정보 수집 능력에도 주목할 부분은 없으며 사교성도 없지만, 시각과 청각이 예민하고 관찰력이 뛰어나고, 기억력이 좋으며, 마작 등 도박에 강하다. 컴퓨터에는 나름대로 정통하며 그림 그리는 재능도 있다. 궁지에 몰린 상황이 되면 아무도 생각하지 못한 비책을 생각하고 무모할 정도의 행동력을 발휘한다. 필요한 상황에서는 언변이 뛰어나, 사기꾼의 재능이 있다고 평가되기도 한다.
4대와 의형제의 잔을 나누었으며, 히라사카 파의 조원들에게 상당한 신뢰를 얻어 '형님'이라고 불리며 존경받고 있다. 본인은 자각하고 있지 않지만 인망이 두터워 대규모 이벤트를 운영할 수 있을 정도의 통솔력도 있다.
작중에서는 작가의 능력을 가진 것으로 시사되며, 사실 이 《하느님의 메모장》 자체가 나루미가 집필한 수기라는 묘사가 있다.
시노자키 아야카(篠崎 彩夏)
성우: 혼다 요코 / 카야노 아이
나루미의 클래스메이트. '라면 하나마루'에서 아르바이트를 하고 있다. 또한 앨리스를 목욕시키는 등 생활을 보살펴 주고 있다.
취미는 원예로, 고등학교의 화단과 온실의 식물을 돌보는 일을 혼자서 하고 있었다. 학교에서 고립되어 있던 나루미를 억지로 원예부에 입부시키고, 라면 가게에 데려가 앨리스와 니트들을 소개시켜 주었다. 나루미와는 대조적으로 밝고 긍정적인 성격인 것처럼 보이지만, 실은 인간 관계에 약해 중학교 시절 등교 거부를 한 경험이 있다. 부모님이 이혼하고 어머니와 같이 살고 있으며, 고등학교를 중퇴한 오빠가 있다.
엔젤 픽스 사건으로 옥상에서 투신해 식물인간 상태가 되고, 그 후 의식을 회복했지만 기억을 잃고 있었다. 후에 '라면 하나마루'의 점원으로 복귀했다.
원예부 폐부 후 설립된 중앙원예회의 의장에 취임했다.
민(ミン) / 황 밍리(중국어: 黄明麗)
성우: 오우라 후유카 / 나바타메 히토미
NEET 탐정사무소가 있는 건물 1층의 '라면 하나마루'의 젊은 여주인. 홍콩 마피아 '황도맹(黄道盟)' 보스의 손녀지만 평범한 일본인으로 성장했다. 항상 포니테일, 가슴에 무명천, 탱크톱과 검은 허리 앞치마를 하고 있다.
'라면 하나마루'의 뒷쪽을 니트들의 소굴로 내주고, 실질적으로 앨리스의 생활을 돌보고 있어 니트 탐정단의 어머니 같은 존재가 되어가고 있다. 말보다 손이 먼저 나가는 성격으로, 니트들의 게으름을 엄하게 꾸짖는다. 그러나 본질적으로 돌보기를 좋아하고 니트들과 나루미를 배려하여 존경받고 있다.
빙과류 장인을 지망했다가 행방불명된 아버지의 라면 가게를 이어받아서, 라면보다 빙과류를 만드는 일이 훨씬 능숙하다. 때문에, '라면 하나마루'에는 라면보다도 아이스크림을 먹기 위해 찾아오는 손님이 많다.
히라사카 파의 조원들에게 '사천왕 필두'로 불리며, 4대와 테츠보다 강한 것으로 보인다.
테츠(テツ 데쓰[*]) / 이치노미야 테츠오(一宮 哲雄 이치노미야 데쓰오[*])
성우: 타카하시 켄지 / 마츠카제 마사야
앨리스 아래로 모인 니트 탐정단의 일원. 나루미보다 4년 전에 같은 고등학교에 다니고 있었지만 문제를 일으켜 중퇴했다. 도박을 좋아하고, 현재는 파칭코나 경마로 생계를 유지하는 니트. 고등학교 시절에는 권투를 하여, 체육관 관장에게 장래를 촉망받았지만, 고교 중퇴와 같은 시기에 녹내장을 진단받아 프로 진출을 단념했다. 그러나 그 실력은 녹슬지 않고, 야쿠자를 상대로 겁먹지 않는 담력을 갖고 있다. 경찰과 폭력단 등에 연고를 가지고 있어, 사건 해결에 많은 도움을 주고 있다. '사천왕'의 한 사람으로, 4대와 호각의 실력.
소령(少佐 쇼사[*]) / 무카이 히토시(向井 均)
성우: 오카모토 노부히코 / 미야타 코우키
앨리스 아래로 모인 니트 탐정단의 일원. 대학 도서관에서 자료를 찾기 위해 대학에 재학 중이기 때문에 엄밀히 말하면 니트가 아니다(가능한 만큼 끝까지 재적한 다음에 자퇴할 것이라고 발언하고 있다). 초등학생으로 잘못 볼 정도로 작은 몸집에 동안이며, 밀리터리 마니아이기 때문에 항상 위장복을 착용하고 모델 건을 가지고 다니며 서바이벌 게임이 취미이다. 공학계의 탁월한 지식과 기술을 가지고 도청기나 스턴 그레네이드까지도 직접 제작한다. 피킹 기술도 특기로, 침입과 공작의 전문가이다.
나루미를 '후지시마 중장'이라고 부르지만, 군의 실질적인 최고 권력자는 소령이라고 주장하고 있기 때문에 경칭으로 부르지 않고 있다. 탐정단의 다른 사람들과는 달리 히라사카 파에게 경의를 받지 못한다.
히로(ヒロ)/ 쿠와바라 히로아키(桑原 宏明 구와바라 히로아키[*])
성우: 마지마 준지 / 사쿠라이 타카히로
앨리스 아래로 모인 니트 탐정단의 일원. 호스트풍의 미청년으로, 인상이 좋고 화술도 솜씨있다. 테츠와 동년배. 특정한 연인은 없지만, 마음에 둔 여성은 있는 것 같다.
유흥업소 여성 등의 집을 전전하며 생활하는 기둥서방. 휴대전화를 여러 개 소유하고 있으며, 여자 관계와 용도에 따라 구분해 사용하고 있다. 주부와 기둥서방의 차이에 대한 지론을 말하는 등 기둥서방에 대한 독자적인 철학을 갖고 있다.
여성 관계는 느슨하지만 친구를 소중히 하며, 나루미에게 가장 친절하다. 거리의 많은 여자친구들로 네트워크를 구축하고 있으며, 특히 정보 수집에 있어 이 네트워크가 힘을 발휘한다.
이전 여자친구에게 받은 BMW를 애마로 사용하고 있으며, 그 외에 옷이나 액세서리 등도 전부 여성에게 선물받은 것이다. 애니메이션에서는 바디가 움푹 들어간, 조금 오래된 아우디로 보이는 차를 운전한다.

### 히라사카 파
4대(四代目 욘다이메[*]) / 히나무라 소이치로(雛村 壮一郎)
성우: 미야케 켄타 / 오노 다이스케
거리의 불량소년들을 모아 만든 팀 '히라사카 파(平坂組 히라사카구미[*])'의 조장. 테츠, 히로와 같은 나이로 생각된다. 늑대 같은 눈빛으로, 머리는 하얗게 물들였다. 입은 험하지만 부하들을 잘 챙겨주고, 배려심과 결단력이 강하며, 머리도 좋다. '사천왕'의 한 사람.
간사이의 테키야 계 상업 가문의 4대째로, 친가에서 도망쳐 도쿄에 정착, 불량소년들을 묶어 순식간에 그 정상에 오른 실력의 소유자. 니트 탐정단에게 불리는 통칭 '4대'는 본인은 싫어하지만 앨리스가 그것을 재밌어 해 계속 부르다 그대로 정착했다. 조롱할 때는 '히나 짱'이라고 부르기도 한다. 다른 사람들에게는 '소우', '소우 씨'라고 불린다.
상인 가문의 자식답게 돈에 정확하고 매우 건설적인 생각의 소유자로 이치를 잘 따지며, 4권에서는 이벤트 코디네이터의 일도 맡는다. 나루미의 주위에서 가장 상식인이며, 방종한 테츠, 소령, 히로와 선을 긋고 싶어하지만, 서로 암묵적인 신뢰를 갖고 있다.
처음에는 단순한 고교생이면서 사건에 끼어드는 나루미를 귀찮게 여겼지만, 그 행동 능력을 인정하고 의형제의 잔을 나누었다. 자신에게 무슨 일이 있으면 나루미에게 히라사카 파를 지휘하게 하는 등, 나중에는 누구보다도 신뢰하게 된다. 처음 만났을 때부터 변함없이 나루미를 '원예부'라 부르고 있다.
히라사카 렌지와는 어떤 사건으로 결별했지만, 무의식적으로 그와의 우정을 이어가고 싶어했으며, 앨리스에게 렌지를 찾아줄 것을 요청한다.
부하들에게는 비밀로 하고 있지만 사실 수예가 취미로, 전문적인 실력을 갖추고 있다. 앨리스의 인형 수리를 담당하고 있다.
여러 자동차를 소유하고 있으며, 스마트 쿠페, 애스턴 마틴, 혼다 시빅 같은 컴팩트 카나 쿠페 등을 평소에 타고 다닌다. 필요에 따라서는 메르세데스-벤츠 CL 클래스 등도 탄다.
히라사카 렌지(平坂 錬次)
성우: - / 스즈무라 켄이치
히라사카 파를 만든 다른 한 명. 원래는 그냥 싸움 잘하는 불량소년이었지만, 4대와 함께 거리의 불량소년들을 묶어 히라사카 파를 창설했다. 그 이름도 그에게서 유래한다. 협객물 비디오의 팬으로, 히라사카 파에 문장 같은 독특한 관습을 발의했다. 4대와 자신과 함께 동거하던 여성의 사망 사건을 계기로 4대와 결별하고 도쿄를 떠났다. 4대와는 오분의 잔(상하관계가 없음)을 나눈 사이이다. 4대에게는 '바보에 뭘 생각하는지 모르겠는 놈'이라고 불리지만, 조원들에게 지금도 4대와 함께 매우 존경받고 있다. 테츠, 히로, 소령과도 친했던 것으로 보인다. 앨리스가 탐정 사무소를 열기 전에 도쿄에서 떠나서, 앨리스와는 직접적인 면식이 없다. 나루미와 의형제의 잔을 나눴다. 사천왕의 마지막 한 사람.
바위남(岩男 이와오[*])
성우: 야마구라 류 / 마미야 야스히로
히라사카 파의 고참으로, 4대의 보디가드. 본명은 불명. 바위 같은 체격을 가지고 있어 나루미에게 이렇게 불린다.
전봇대(電柱 덴추[*])
성우: 야나기다 준이치 / 야스모토 히로키
히라사카 파의 고참으로, 4대의 보디가드. 본명은 불명. 키가 아주 크기 때문에 나루미에게 이렇게 불린다. 바위남보다 대화에 참여할 기회가 많아, 4대의 부하들의 대표자라고 할 수 있다.

### 그 외
쿠로다 사유리(黒田 小百合 구로다 사유리[*])
성우: - / 엔도 아야
나루미와 아야카의 담임 교사. 젊은 미혼 여성. 이전 원예위원회의 고문이었으며, 온실에 성적 불량 학생들을 모아 자발적인 보충 수업을 실시하고 있었다. 테츠의 은사.
시노자키 토시오(篠崎 俊夫 시노자키 도시오[*])
성우: - / 타치바나 신노스케
아야카의 오빠. 예전에 '라면 하나마루'에 드나들던 니트의 한 사람. 이전부터 합법 마약에 손을 대 왔으며, 엔젤 픽스에도 관여했다. 현재는 별거중인 아버지 밑에서 살고 있다.
하카미자카 시로(墓見坂 史郎)
성우: - / 히노 사토시
메오(メオ) / 차루니(チャルニー 자루니[*])
성우: - / 오가사와라 사키
타이인 소녀. 14세. 외모는 일본인에 가깝지만 피부는 갈색. 어머니가 쿠사카베 마사야와 재혼해 일본으로 이주했다. 어머니는 후에 일본에서 사망해, 쿠사카베 마사야와 둘이서 살고 있다. 2억 엔이 든 보스턴 백을 들고 NEET 탐정사무소에 뛰어들어, 쿠사카베 마사야의 보호를 의뢰했다. 의붓아버지인 쿠사카베 마사야에게 맹목적이라 할 정도의 애정을 갖고 있어, 진지하게 결혼을 생각하고 있다.
다섯 살 때부터 일본에 살아, 일본어 회화에는 문제가 없지만, 한자는 골칫거리다.
밝고 상냥한 성격으로 매우 긍정적인 사고 방식의 소유자. 생각나는 즉시 행동으로 옮기는 타입. 나루미는 특히 잘 따른다.
쿠사카베 마사야(草壁 昌也 구사카베 마사야[*])
성우: - / 하마타 켄지
메오의 의붓아버지. 원래는 간사이의 야쿠자였지만, 싫증을 느껴 탈퇴. 아시아 각지를 전전하는 사이에 수많은 여성과 알게 되어, 일본에서 일하고 싶어하는 그들을 위해 인재 파견 회사 '헬로 코퍼레이션'을 설립했다. 그러나 실태는 타바라 파에게서 출자룰 받아 성풍속 산업 종사자들을 통제하며, 폭력단과 관계를 끊지 않는다.
야쿠자풍의 위협적인 외모를 갖고 있지만, 메오와 일본에 데려온 여성들에 대해 심히 걱정하는 성실함을 갖고 있다.
이린(중국어: 依林)
히로의 전 애인으로, 팝에서 일하는 중국계의 미인 여성. '헬로 팰리스'의 쿠사카베 마사야와 메오의 방 옆에 살고 있다.
나루미의 이름을 중국어로 읽어 '밍하이'라고 부르며, 꽤 친해져 사건 해결에 여러 번 도움을 받는다.
요시키(ヨシキ) / 한국어: 희선(善喜)
성우: - / 이시다 아키라
키타센쥬에서 수예점 'WAGAKI'를 경영하는 젊은이. 4대와 알고 지내며, 4대가 겸손해지는 몇 안 되는 사람. 4대가 앨리스의 인형 재료를 찾을 때 가끔 방문하며, 나루미도 가끔 들린다.
원래는 4대와 렌지와 함께 살았던 여성 희선으로, 5년 전 폭력단 조장의 아이를 가져 조장의 아내에게 칼에 찔렸다. 목숨은 건졌지만 자궁을 적출하는 등의 대수술을 거쳐, 지금은 조장에게 사과의 의미로 받은 돈으로 수예점을 창업, 남자로 살아가고 있다.
하야노 카오루코(羽矢野 薫子 하야노 가오루코[*])
나루미의 학교의 학생회장. 하야노 토모히코에 대한 일 때문에, 부당한 예산을 가져간다는 이유로 원예부를 없애려 학생회 규약을 개정하려고 한다.
일부 남자들에게 카오루코 님이라고 불리며 인기가 있지만, 성격은 기승하다.
하야노 토모히코(羽矢野 友彦 하야노 도모히코[*])
하야노 카오루코의 오빠. 선천적으로 병약하여, 원예 위원이나 온실에서 놀던 불량학생들에게 괴롭힘을 당해, 그것이 원인으로 죽은 것으로 되어 있다. 사후, 그를 괴롭히던 학생들은 퇴학하고, 그 안에 테츠도 포함되어 있다. 쿠로다 사유리의 제자.
코사카 유카리(香坂 ゆかり 고사카 유카리[*])
나루미의 학교의 3학년 선배로 학생회 감사위원장. 안경을 쓰고 있으며, 약간 토끼 같다. 약소부를 강압적으로 없애려는 카오루코에게 반발하여, 나루미에게 협력한다. 카오루코와는 중학교 때부터 친구이다.
시온지 고로(紫苑寺 吾郎)
앨리스의 작은할아버지. 62세가 되는 동안 수십 명의 여성과 교제를 계속하는 뛰어난 지골로. 히로의 스승이다. 나루미가 가진 지고로의 재능을 알아보고 자신의 기술을 전하려 했다.
대부호인 시온지 가에서 드롭 아웃된 인간으로, 같은 처지인 앨리스에게는 밉살맞게 생각되면서도 존경받는다.
하나다 마사루(花田 勝)
성우: - / 후지와라 케이지
민의 아버지. '라면 하나마루'의 주인이었지만, 몇 년 전에 실종되었다.

### 드라마CD 등장인물
아이가사와 준(相賀沢 淳)
성우: 후지와라 케이지
드라마CD에서 등장. 천부적인 사기꾼. 사람을 속이지 않고는 못 견디며, 숨을 쉬듯 거짓말을 한다. 그 삶에 앨리스는 공감했다. 어릴 적부터 사기를 치며 각지를 전전했다. 야쿠자에게 부동산 사기를 쳐 거액을 얻었지만, 들켜서 납치당했다.
사건 이후, 헌옷 가게 '엘런 가버'의 점장을 하고 있다.
아이가사와 치에미(相賀沢 ちえみ 아이가사와 지에미[*])
성우: 사토 리나
드라마CD에서 등장. 아이가사와 쥰의 딸이며, 또한 조수를 하고 있다. 최종 학력은 중졸로, 평생 사기꾼을 할 것인지는 고민하고 있지만 다른 할 일이 없기 때문에 아버지를 따라 살고 있다. 야쿠자에게 납치된 아버지를 돕기 위해 니트 탐정 사무소를 방문한다.
사건 이후, 헌옷 가게 '엘런 가버'의 점원이 되어 니트들의 주변에 거주하게 된다.
SAKURA / 코바야카와 사쿠라(小早川 さくら 고바야카와 사쿠라[*])
성우: 타카가키 아야히
4대가 의뢰를 받았던 밴드 리더와 아는 사이. 이러한 관계로 탐정 사무소에 방문했다.
소울 싱어로 젊은 층에게 인기가 있다. 가수로 데뷔하기 전에 그라비아 아이돌로 활동한 일이 있어, 이것으로 협박당한다.
키리시마 타케시(桐島 武史 기리시마 다케시[*])
성우: 스기타 토모카즈
사쿠라의 매니저. 데뷔 이전부터 사쿠라를 눈여겨봤으며 데뷔 때까지 그 재능을 끌어올렸다. 협박 건을 알고 있으나 사건을 공개하지 않고 내부적으로 해결하도록 요청한다.
대니 오오코우치(ダニー 大河内 다니 오코치[*])
성우: 후지와라 케이지
사토자키 무네오(里崎 宗男)
성우: 미우라 준야

## 단행본 목록
| 순번 | 제목                            | 언어     | 발행일           | ISBN                   |
| ---- | ------------------------------- | -------- | ---------------- | ---------------------- |
| 1    | 神様のメモ帳 하느님의 메모장 1  | 일본어판 | 2007년 1월 25일  | ISBN 978-4-8402-3691-1 |
| 1    | 神様のメモ帳 하느님의 메모장 1  | 한국어판 | 2007년 11월 1일  | ISBN 978-89-6145-909-9 |
| 2    | 神様のメモ帳2 하느님의 메모장 2 | 일본어판 | 2007년 6월 25일  | ISBN 978-4-8402-3888-5 |
| 2    | 神様のメモ帳2 하느님의 메모장 2 | 한국어판 | 2008년 6월 1일   | ISBN 978-89-6145-914-3 |
| 3    | 神様のメモ帳3 하느님의 메모장 3 | 일본어판 | 2008년 6월 10일  | ISBN 978-4-04-867097-5 |
| 3    | 神様のメモ帳3 하느님의 메모장 3 | 한국어판 | 2009년 1월 10일  | ISBN 978-89-6145-890-0 |
| 4    | 神様のメモ帳4 하느님의 메모장 4 | 일본어판 | 2009년 7월 10일  | ISBN 978-4-04-867910-7 |
| 4    | 神様のメモ帳4 하느님의 메모장 4 | 한국어판 | 2009년 10월 10일 | ISBN 978-89-267-9013-7 |
| 5    | 神様のメモ帳5 하느님의 메모장 5 | 일본어판 | 2010년 5월 10일  | ISBN 978-4-04-868543-6 |
| 5    | 神様のメモ帳5 하느님의 메모장 5 | 한국어판 | 2010년 9월 10일  | ISBN 978-89-267-9083-0 |
| 6    | 神様のメモ帳6 하느님의 메모장 6 | 일본어판 | 2011년 2월 10일  | ISBN 978-4-04-870272-0 |
| 6    | 神様のメモ帳6 하느님의 메모장 6 | 한국어판 | 2011년 6월 10일  | ISBN 978-89-267-9162-2 |
| 7    | 神様のメモ帳7 하느님의 메모장 7 | 일본어판 | 2011년 7월 10일  | ISBN 978-4-04-870691-9 |
| 7    | 神様のメモ帳7 하느님의 메모장 7 | 한국어판 | 2011년 9월 10일  | ISBN 978-89-267-9188-2 |
| 8    | 神様のメモ帳8 하느님의 메모장 8 | 일본어판 | 2011년 9월 10일  | ISBN 978-4-04-870810-4 |
| 8    | 神様のメモ帳8 하느님의 메모장 8 | 한국어판 | 2012년 2월 10일  | ISBN 978-89-267-9230-8 |

## 드라마 CD
- 하느님의 메모장 〈멋쟁이 사기꾼의 말로(おしゃれサギ師の末路)〉
  - 2009년 7월 8일 발매, 74분
  - 원작 3권과 4권 사이에 해당한다.
- 하느님의 메모장 2 〈가희의 위험한 앵글(歌姫の危険なアングル)〉
  - 2010년 5월 7일 발매, 76분
  - 원작 4권이 끝난 직후에 해당한다.

## 만화
월간 코믹 전격 대왕(아스키 미디어 웍스) 2010년 8월호부터 연재중. 작화는 Tiv. 원작 2권의 내용부터 시작한다.

## 애니메이션
2011년 7월부터 마이니치 TV, TOKYO MX, 지바 TV, AT-X 등의 방송사를 통해 방영되었다. 전 12화.
제1화는 원작자 스기이 히카루가 쓴 원안을 바탕으로 한 애니메이션 오리지널 에피소드를 60분의 스페셜 프로그램으로 방송했다.
2화 이후로는 원작과 사건 순서를 달리 하여 2권→5권(단편)→4권→5권(단편)→1권의 순서로 방송되었다.

### 제작진
- 원작 - 스기이 히카루
- 원작 일러스트 - 키시다 메루
- 감독 - 사쿠라비 카츠시
- 기획 - 카와무라 아키히로, 스즈키 카즈토모, 이노우에 슌지, 츠치하시 테츠야, 타케치 츠네오
- 시리즈 구성 - 미나카미 세이시
- 캐릭터 디자인 - 사노 케이이치
- 소품 디자인 - 야코 히로시
- 미술 감독 - 오니시 유타카
- 미술 설정 - 사카모토 류
- 색채 설계 - 타나하시 마유미, 키무라 미호
- 촬영감독 - 오오코치 요시오, 사토 아츠시
- 편집 - 니시야마 시게루
- 음향감독 - 아케타가와 진
- 음악 - 이와사키 타쿠
- 프로듀서 - 유아사 타카아키, 이토 요시유키, 후지타 사토시, 후쿠다 준
- 애니메이션 제작 - J.C.STAFF
- 제작 - 《하느님의 메모장》 제작위원회 (워너 홈 비디오, 아스키 미디어 웍스, 란티스, AT-X, 클록 웍스)

### 주제가
오프닝 테마 〈변하는 미래(カワルミライ)〉
작사 - 코다마 사오리 / 작·편곡 - 나카야마 마사토(Elements Garden)
노래 - 초초(ちょうちょ)
엔딩 테마 〈Colorado Bulldog〉(1화)
제작 - Billy Sheehan, Pat Torpey, Eric Martin, Tony Fanucci, Paul Gilbert
노래 - Mr.Big
엔딩 테마 〈아스나로(あすなろ)〉
작사·노래 - 스즈무라 켄이치 / 작·편곡 - 미야자키 마코토

### 방영 목록
| 화수    | 부제                                                                      | 각본                          | 그림 콘티                                     | 연출                      | 작화감독                                                                                          | 총작화감독                    |
| ------- | ------------------------------------------------------------------------- | ----------------------------- | --------------------------------------------- | ------------------------- | ------------------------------------------------------------------------------------------------- | ----------------------------- |
| Page.1  | 彼女について知っている二、三の事柄 그녀에 대해 알고 있는 두, 세 가지 사항 | 미나카미 세이시               | 사쿠라비 카츠시                               | 진보 마사토 스즈키 켄타로 | 토미오카 히로시, 야코 히로시 후지이 마사히로, 히야미즈 유키에 사노 케이이치                       | -                             |
| page.2  | 君と旅行鞄 너와 여행가방                                                  | 이카미 타카요                 | 니헤이 유이치                                 | 타카시마 다이스케         | 하시구치 하야토, 나카무라 신고 館崎大, 이가이 카즈유키                                            | 히야미즈 유키에 사노 케이이치 |
| page.3  | 僕が二人にできること 내가 두 사람에게 할 수 있는 것                       | 이카미 타카요                 | 니헤이 유이치                                 | 타카시마 다이스케         | 館崎大, 타니구치 시게노리 후쿠야마 다이스케, 미나미 신이치로 코다마 마코토, 토베 이쿠마 토다 마이 | 사노 케이이치 히야미즈 유키에 |
| page.4  | はなまるスープ顛末 하나마루 스프 전말                                     | 미나카미 세이시 타카기 아스카 | 진보 마사토                                   | 진보 마사토               | 사이토 미카, 사이토 아츠시                                                                        | 사노 케이이치                 |
| page.5  | あいつは俺を知っている 그 녀석은 나를 알고 있다                           | 아야나 유니코                 | 카와모 신야                                   | 카와모 신야               | 선훙, 코바야시 료 이토 카오리, 히야미즈 유키에                                                    | 히야미즈 유키에               |
| page.6  | 僕は負けそうだ 나는 질 것만 같다                                          | 아야나 유니코                 | 아오이 사요                                   | 아오이 사요               | 후쿠세 타카아키, 마츠오 아키코 우시오 유이, 이토 에리코                                           | 사노 케이이치                 |
| page.7  | 僕にできるすべて 내가 할 수 있는 모든 것                                  | 아야나 유니코                 | 사쿠라비 카츠시 니헤이 유이치                 | 진보 마사토               | 타케우치 아키라, 마츠시타 세츠코 館崎大, 토베 이쿠마                                              | 사노 케이이치 히야미즈 유키에 |
| page.8  | 僕は運命を信じない 나는 운명을 믿지 않아                                  | 아야나 유니코                 | 야나기사와 테츠야 스즈무라 켄타로 아오이 사요 | 스즈무라 켄타로           | 사이토 미카, 사이토 아츠시 舘崎大                                                                 | 히야미즈 유키에               |
| page.9  | あの夏の二十一球 그 여름의 21구                                           | 이카미 타카요                 | 사쿠라비 카츠시                               | 타카시마 다이스케         | 타나카 히로노리, 사노 케이이치                                                                    | 사노 케이이치                 |
| page.10 | きみについて 너에게 있어서                                                | 아야나 유니코                 | 오미 나에코 시마즈 히로유키 스즈키 켄타로     | 아오이 사요               | 하시구치 하야토, 토우베 이쿠마 이토 카오리, 코바야시 료 사노 케이이치                             | 사노 케이이치 히야미즈 유키에 |
| page.11 | ぼくのかけら 나의 조각                                                    | 이카미 타카요                 | 니헤이 유이치                                 | 아라이 노부히로           | 선훙, 이토 에리코 館崎大                                                                          | 히야미즈 유키에               |
| page.12 | 君と僕と彼女のこと 너와 나와 그녀의 일                                    | 미나카미 세이시               | 카와모 신야 사쿠라비 카츠시                   | 카와모 신야               | 사이토 미카, 히야미즈 유키에 토우베 이쿠마, 코바야시 료 이토 에리코, 야코우 히로시 사노 케이이치  | 사노 케이이치 히야미즈 유키에 |

### 에피소드
본작과 동시에 애니메이션화된 작품 《Steins;Gate》에서도 본작과 같이 '이야기의 중심 인물이 닥터페퍼를 애음한다'는 설정이 있어 주목을 끌고, 도쿄 도내에 조용한 닥터페퍼 붐을 일으켰다.

## 인터넷 라디오
2011년 6월 30일부터 《하느님의 메모장 Presents 앨리스의 여기는 니트 탐정 사무소!》라는 이름으로 애니메이션 공식 웹 사이트를 통해 전달되고 있다.
진행자
- 오구라 유이 (앨리스 역)